# 圣尼各老圣殿 (南特)
南特圣尼各老圣殿（Basilique Saint-Nicolas de Nantes）是法国南特市中心的一座罗马天主教宗座圣殿，建于1844年到1869年。1882年10月28日升格为宗座圣殿。它是该市的两座宗座圣殿之一，另一座是圣多纳蒂安圣罗加蒂安圣殿（Basilique Saint-Donatien et Saint Rogatien)。
该堂在1943年轰炸中严重受损，战后于1953年到1974年重建。
该堂是法国早期新哥特式建筑，1986年被列为法国历史古迹。

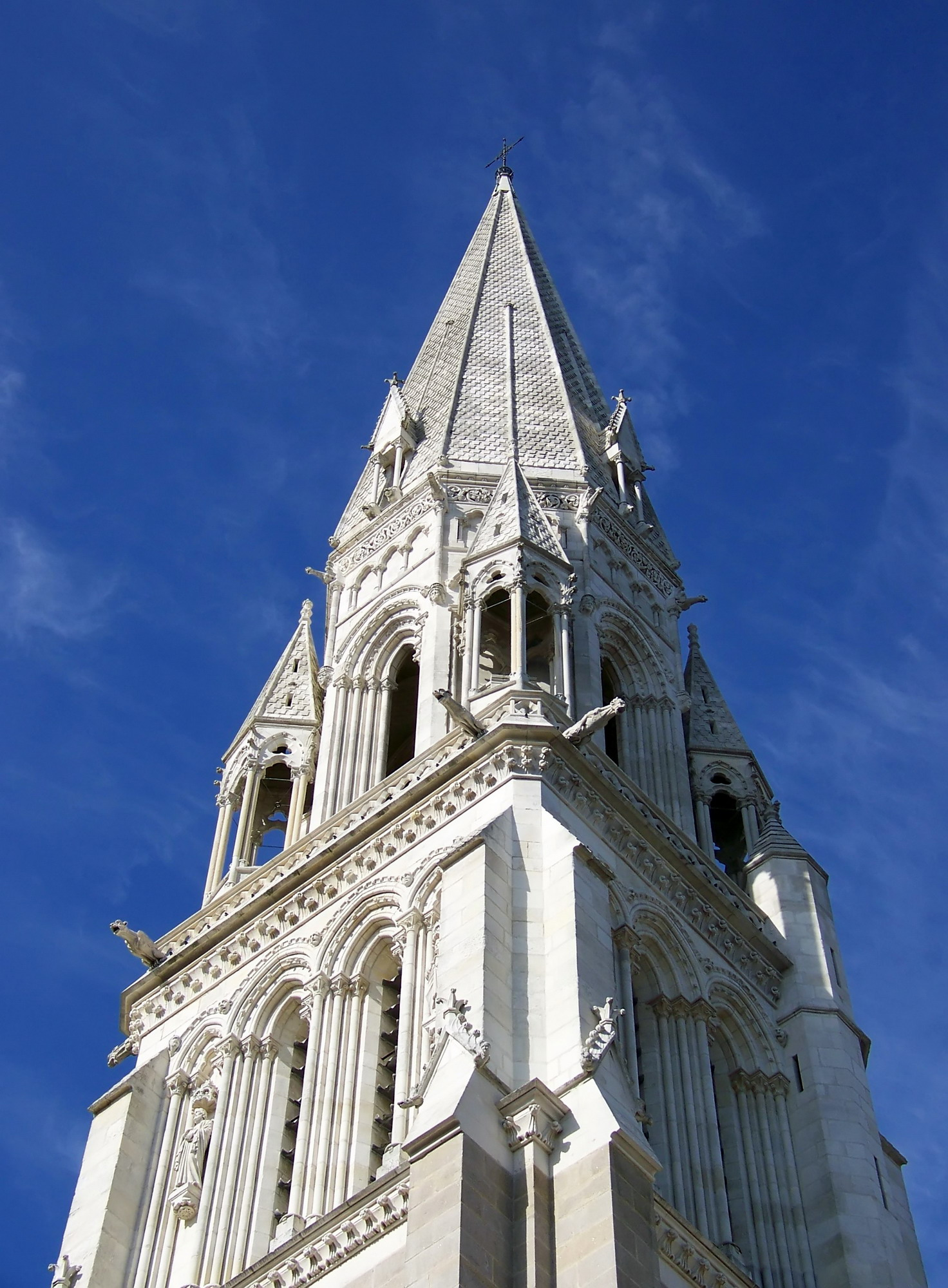
钟楼
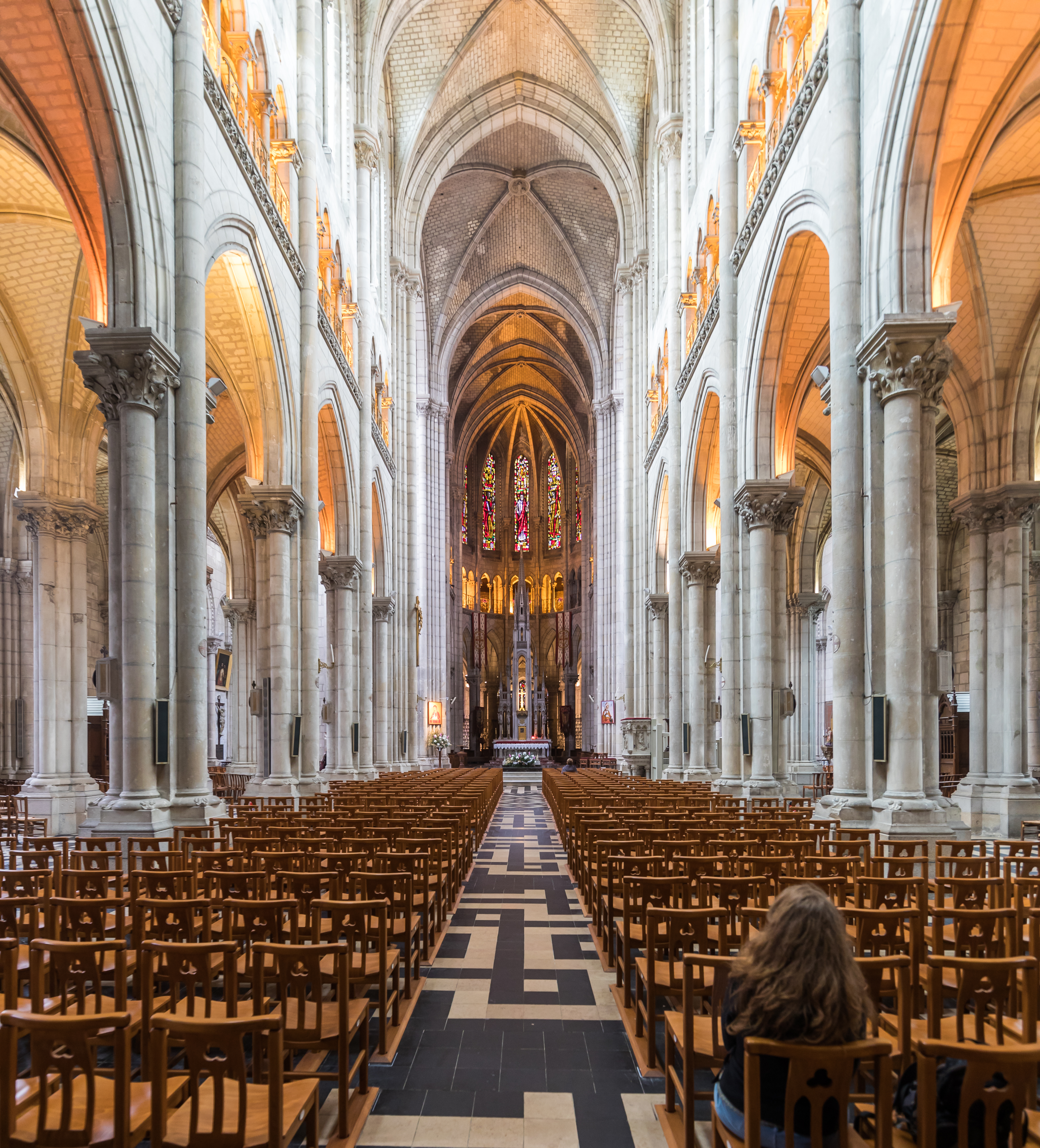
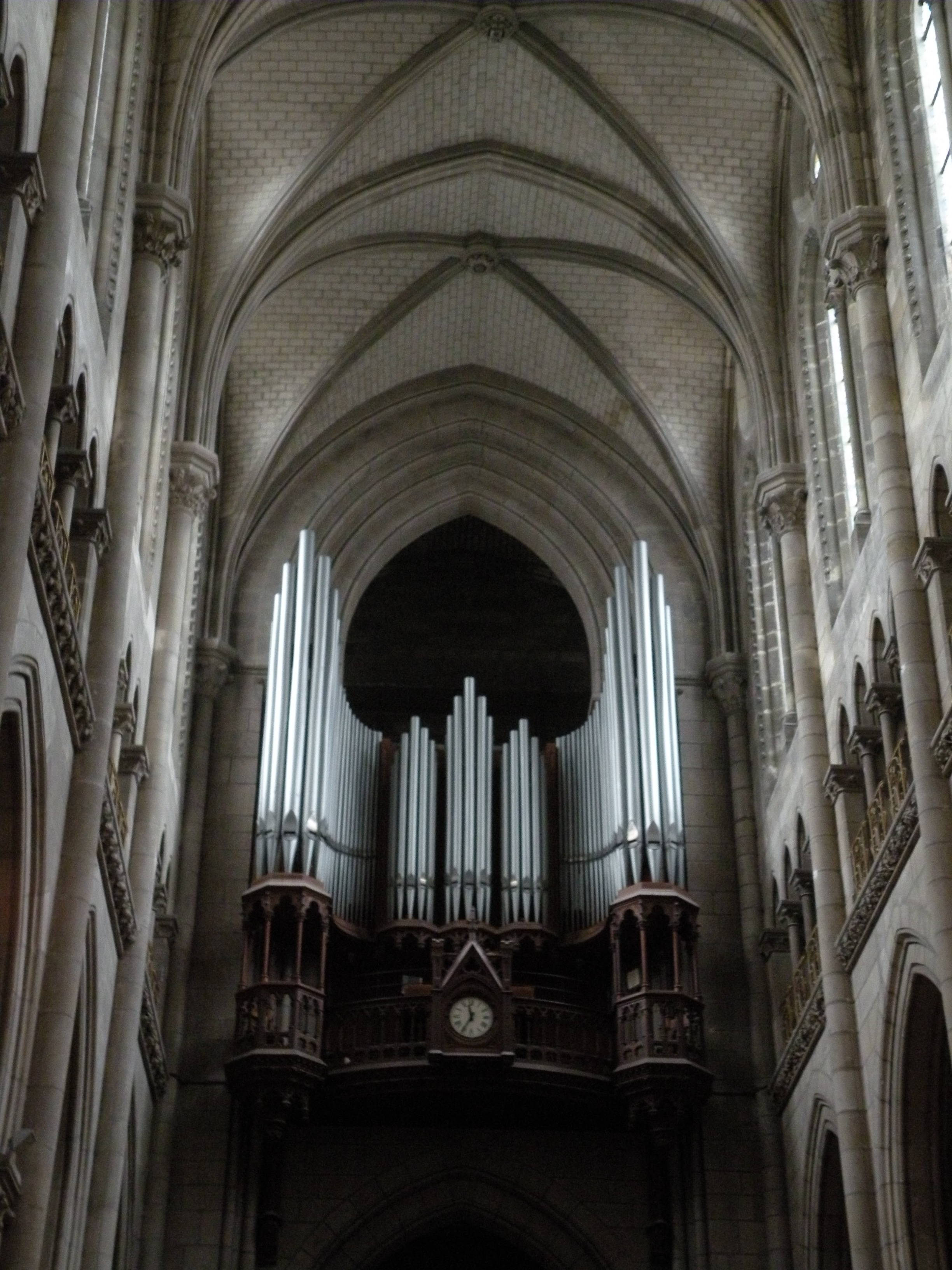
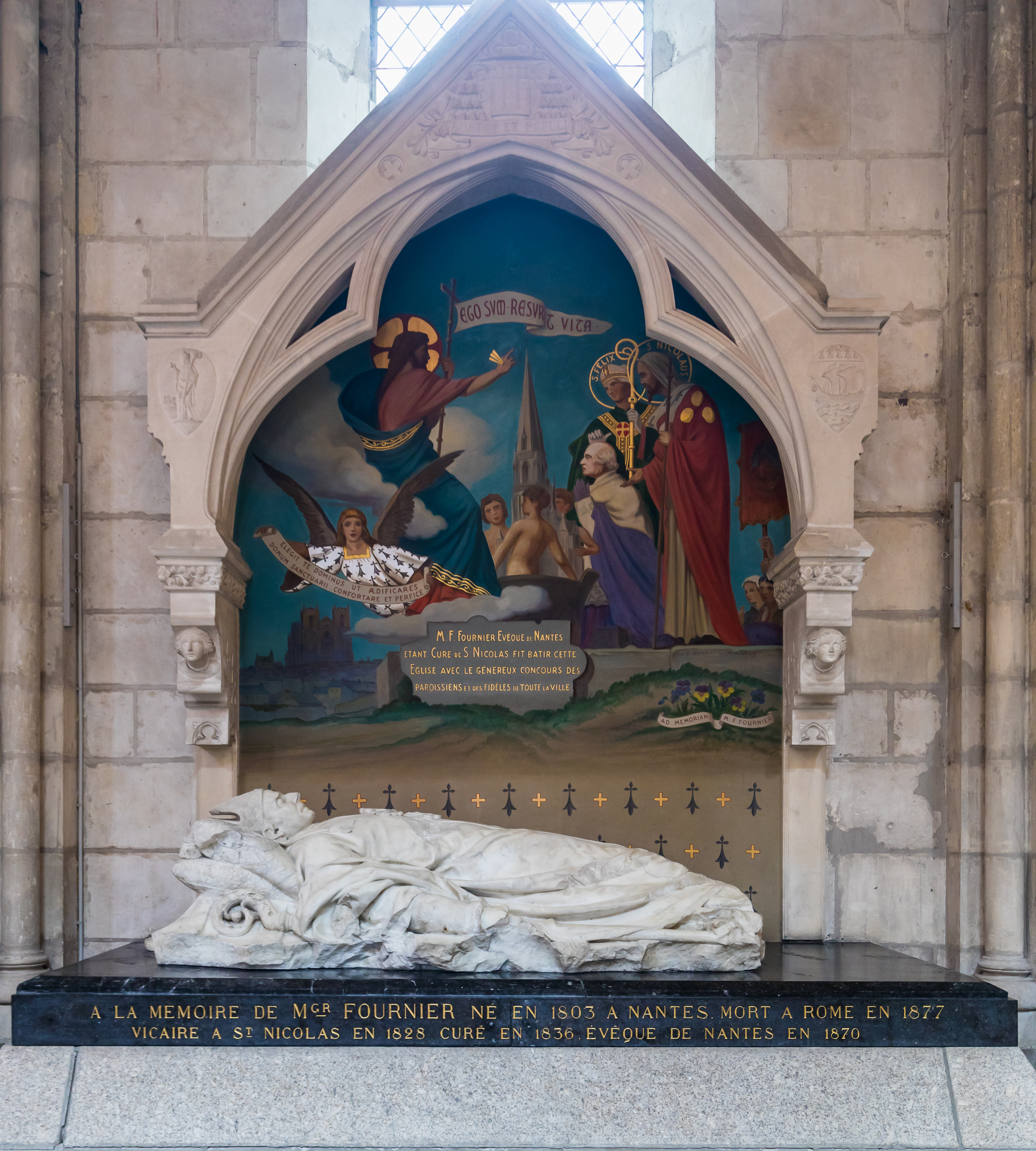